# Hilda Strike
Hilda Gwendolyn Strike-Sisson, kanadska atletinja, * 1. september 1910, Montreal, Kanada, † 9. marec 1989, Ottawa, Kanada.
Nastopila je na olimpijskih igrah leta 1932, kjer je osvojila srebrni medalji v teku na 100 m in štafeti 4x100 m. Na igrah Britanskega imperija je osvojila srebrni medalji v teku na 100 jardov in v štafeti 3x110/220 jardov leta 1934. Leta 1972 je bila sprejeta v Kanadski športni hram slavnih.